# Arrondissement Caen
Das Arrondissement Caen ist ein Verwaltungsbezirk im Département Calvados in der französischen Region Normandie.

## Geschichte
Am 4. März 1790 wurde mit der Gründung des Départements Calvados auch ein District de Caen gegründet, der aber kleiner war als das heutige Arrondissement. Der Distrikt wurde mit der Gründung der Arrondissements am 17. Februar 1800 als Arrondissement Caen eingerichtet.
Am 10. September 1926 wurde das Arrondissement um das Gebiet des damaligen Arrondissements Falaise erweitert.

## Geografie
Das Arrondissement grenzt im Norden an den Ärmelkanal, im Osten an das Arrondissement Lisieux, im Süden an das Arrondissement Argentan im Département Orne und im Westen an das Arrondissement Bayeux.

## Verwaltung
Zum Arrondissement gehören Gemeinden aus 16 Kantonen:
| - Caen-1 - Caen-2 - Caen-3 - Caen-4 - Caen-5 - Courseulles-sur-Mer (mit 11 von 21 Gemeinden) - Évrecy - Falaise | - Hérouville-Saint-Clair - Ifs - Le Hom - Livarot-Pays-d’Auge (mit 1 von 12 Gemeinden) - Mézidon Vallée d’Auge (mit 1 von 38 Gemeinden) - Ouistreham - Thue et Mue (mit 8 von 26 Gemeinden) - Troarn (mit 21 von 24 Gemeinden) |

## Gemeinden
Die Gemeinden des Arrondissements Caen sind:
| 1. Amayé-sur-Orne (14006)                   | 2. Anisy (14015)                       | 3. Argences (14020)                  | 4. Aubigny (14025)                 |
| 5. Authie (14030)                           | 6. Avenay (14034)                      | 7. Banneville-la-Campagne (14036)    | 8. Barbery (14039)                 |
| 9. Baron-sur-Odon (14042)                   | 10. Barou-en-Auge (14043)              | 11. Basly (14044)                    | 12. Beaumais (14053)               |
| 13. Bellengreville (14057)                  | 14. Bénouville (14060)                 | 15. Bernières-d’Ailly (14064)        | 16. Bernières-sur-Mer (14066)      |
| 17. Biéville-Beuville (14068)               | 18. Blainville-sur-Orne (14076)        | 19. Le Bô (14080)                    | 20. Bonnœil (14087)                |
| 21. Bons-Tassilly (14088)                   | 22. Bougy (14089)                      | 23. Boulon (14090)                   | 24. Bourguébus (14092)             |
| 25. Bretteville-le-Rabet (14097)            | 26. Bretteville-sur-Laize (14100)      | 27. Bretteville-sur-Odon (14101)     | 28. Le Bû-sur-Rouvres (14116)      |
| 29. Caen (14118)                            | 30. Cagny (14119)                      | 31. La Caine (14122)                 | 32. Cairon (14123)                 |
| 33. Cambes-en-Plaine (14125)                | 34. Canteloup (14134)                  | 35. Carpiquet (14137)                | 36. Le Castelet (14554)            |
| 37. Castine-en-Plaine (14538)               | 38. Cauvicourt (14145)                 | 39. Cauville (14146)                 | 40. Cesny-aux-Vignes (14149)       |
| 41. Cesny-les-Sources (14150)               | 42. Cintheaux (14160)                  | 43. Clécy (14162)                    | 44. Cléville (14163)               |
| 45. Colleville-Montgomery (14166)           | 46. Colombelles (14167)                | 47. Colomby-Anguerny (14014)         | 48. Combray (14171)                |
| 49. Condé-sur-Ifs (14173)                   | 50. Cordey (14180)                     | 51. Cormelles-le-Royal (14181)       | 52. Cossesseville (14183)          |
| 53. Courcy (14190)                          | 54. Courseulles-sur-Mer (14191)        | 55. Cresserons (14197)               | 56. Crocy (14206)                  |
| 57. Croisilles (14207)                      | 58. Culey-le-Patry (14211)             | 59. Cuverville (14215)               | 60. Damblainville (14216)          |
| 61. Démouville (14221)                      | 62. Le Détroit (14223)                 | 63. Donnay (Gemeinde) (14226)        | 64. Douvres-la-Délivrande (14228)  |
| 65. Émiéville (14237)                       | 66. Épaney (14240)                     | 67. Épron (14242)                    | 68. Eraines (14244)                |
| 69. Ernes (14245)                           | 70. Espins (14248)                     | 71. Esquay-Notre-Dame (14249)        | 72. Esson (14251)                  |
| 73. Estrées-la-Campagne (14252)             | 74. Éterville (14254)                  | 75. Évrecy (14257)                   | 76. Falaise (14258)                |
| 77. Feuguerolles-Bully (14266)              | 78. Fleury-sur-Orne (14271)            | 79. Fontaine-Étoupefour (14274)      | 80. Fontaine-le-Pin (14276)        |
| 81. Fontenay-le-Marmion (14277)             | 82. Fourches (14283)                   | 83. Fourneaux-le-Val (14284)         | 84. Frénouville (14287)            |
| 85. Le Fresne-Camilly (14288)               | 86. Fresné-la-Mère (14289)             | 87. Fresney-le-Puceux (14290)        | 88. Fresney-le-Vieux (14291)       |
| 89. Gavrus (14297)                          | 90. Giberville (14301)                 | 91. Gouvix (14309)                   | 92. Grainville-Langannerie (14310) |
| 93. Grainville-sur-Odon (14311)             | 94. Grentheville (14319)               | 95. Grimbosq (14320)                 | 96. Hermanville-sur-Mer (14325)    |
| 97. Hérouville-Saint-Clair (14327)          | 98. La Hoguette (14332)                | 99. Ifs (14341)                      | 100. Les Isles-Bardel (14343)      |
| 101. Janville (14344)                       | 102. Jort (14345)                      | 103. Laize-Clinchamps (14349)        | 104. Langrune-sur-Mer (14354)      |
| 105. Leffard (14360)                        | 106. Lion-sur-Mer (14365)              | 107. Les Loges-Saulces (14375)       | 108. Louvagny (14381)              |
| 109. Louvigny (14383)                       | 110. Luc-sur-Mer (14384)               | 111. Maizet (14393)                  | 112. Maizières (14394)             |
| 113. Maltot (14396)                         | 114. Le Marais-la-Chapelle (14402)     | 115. Martainville (14404)            | 116. Martigny-sur-l’Ante (14405)   |
| 117. Mathieu (14407)                        | 118. Meslay (14411)                    | 119. Le Mesnil-Villement (14427)     | 120. Mondeville (14437)            |
| 121. Mondrainville (14438)                  | 122. Montigny (14446)                  | 123. Montillières-sur-Orne (14713)   | 124. Morteaux-Coulibœuf (14452)    |
| 125. Mouen (14454)                          | 126. Moulines (14455)                  | 127. Moult-Chicheboville (14456)     | 128. Les Moutiers-en-Auge (14457)  |
| 129. Les Moutiers-en-Cinglais (14458)       | 130. Mutrécy (14461)                   | 131. Noron-l’Abbaye (14467)          | 132. Norrey-en-Auge (14469)        |
| 133. Olendon (14476)                        | 134. Ouézy (14482)                     | 135. Ouffières (14483)               | 136. Ouilly-le-Tesson (14486)      |
| 137. Ouistreham (14488)                     | 138. Périers-sur-le-Dan (14495)        | 139. Perrières (14497)               | 140. Pertheville-Ners (14498)      |
| 141. Pierrefitte-en-Cinglais (14501)        | 142. Pierrepont (14502)                | 143. Plumetot (14509)                | 144. La Pommeraye (14510)          |
| 145. Pont-d’Ouilly (14764)                  | 146. Potigny (14516)                   | 147. Préaux-Bocage (14519)           | 148. Rapilly (14531)               |
| 149. Reviers (14535)                        | 150. Rosel (14542)                     | 151. Rots (14543)                    | 152. Rouvres (14546)               |
| 153. Saint-André-sur-Orne (14556)           | 154. Saint-Aubin-d’Arquenay (14558)    | 155. Saint-Aubin-sur-Mer (14562)     | 156. Saint-Contest (14566)         |
| 157. Saint-Germain-la-Blanche-Herbe (14587) | 158. Saint-Germain-Langot (14588)      | 159. Saint-Germain-le-Vasson (14589) | 160. Saint-Lambert (14602)         |
| 161. Saint-Laurent-de-Condel (14603)        | 162. Saint-Manvieu-Norrey (14610)      | 163. Saint-Martin-de-May (14408)     | 164. Saint-Martin-de-Mieux (14627) |
| 165. Saint-Omer (14635)                     | 166. Saint-Ouen-du-Mesnil-Oger (14637) | 167. Saint-Pair (14640)              | 168. Saint-Pierre-Canivet (14646)  |
| 169. Saint-Pierre-du-Bû (14649)             | 170. Saint-Pierre-du-Jonquet (14651)   | 171. Saint-Rémy (14656)              | 172. Saint-Sylvain (14659)         |
| 173. Sainte-Honorine-du-Fay (14592)         | 174. Sannerville (14666)               | 175. Sassy (14669)                   | 176. Soignolles (14674)            |
| 177. Soliers (14675)                        | 178. Soulangy (14677)                  | 179. Soumont-Saint-Quentin (14678)   | 180. Thaon (14685)                 |
| 181. Thue et Mue (14098)                    | 182. Thury-Harcourt-le-Hom (14689)     | 183. Tourville-sur-Odon (14707)      | 184. Tréprel (14710)               |
| 185. Troarn (14712)                         | 186. Urville (14719)                   | 187. Ussy (14720)                    | 188. Vacognes-Neuilly (14721)      |
| 189. Valambray (14005)                      | 190. Vendeuvre (14735)                 | 191. Versainville (14737)            | 192. Verson (14738)                |
| 193. Le Vey (14741)                         | 194. Vicques (14742)                   | 195. Vieux (14747)                   | 196. Vignats (14751)               |
| 197. Villers-Canivet (14753)                | 198. Villons-les-Buissons (14758)      | 199. Villy-lez-Falaise (14759)       | 200. Vimont (14761)                |

## Neuordnung der Arrondissements 2017

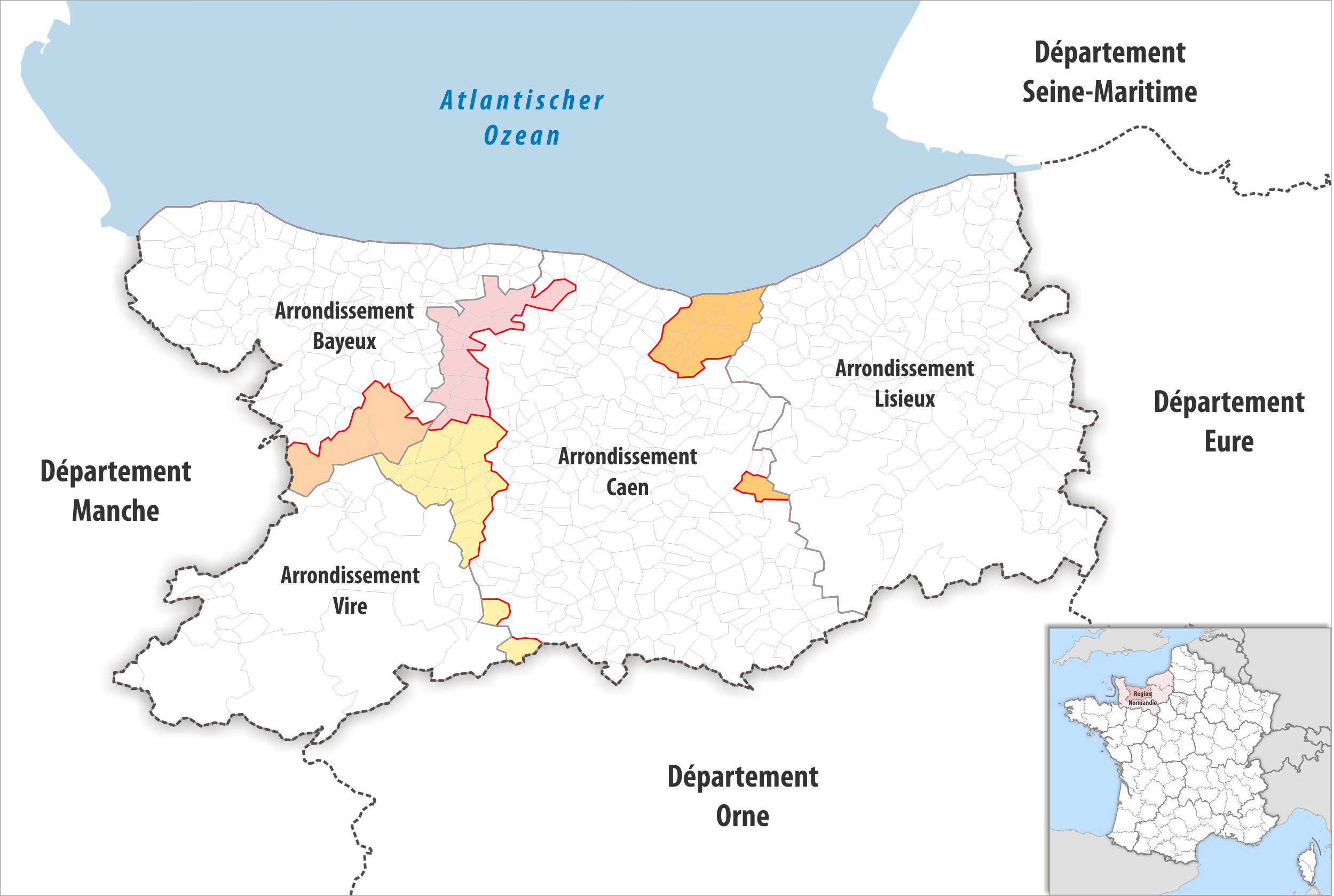
Arrondissementsanpassungen im Jahr 2017

Durch die Neuordnung der Arrondissements im Jahr 2017 wurde die Fläche der 15 Gemeinden Audrieu, Bény-sur-Mer, Carcagny, Cristot, Ducy-Sainte-Marguerite, Fontaine-Henry, Fontenay-le-Pesnel, Juvigny-sur-Seulles, Loucelles, Moulins en Bessin, Saint-Vaast-sur-Seulles, Tessel, Tilly-sur-Seulles, Vaux-sur-Seulles und Vendes sowie die Fläche der vier ehemaligen Gemeinden Amblie, Creully, Lantheuil und Saint-Gabriel-Brécy vom Arrondissement Caen dem Arrondissement Bayeux zugewiesen. 
Die Fläche der 19 Gemeinden Amayé-sur-Seulles, Bonnemaison, Courvaudon, Épinay-sur-Odon, Landes-sur-Ajon, Longvillers, Maisoncelles-sur-Ajon, Maisoncelles-Pelvey, Malherbe-sur-Ajon, Le Mesnil-au-Grain, Monts-en-Bessin, Parfouru-sur-Odon, Saint-Denis-de-Méré, Saint-Louet-sur-Seulles, Tracy-Bocage, Val d’Arry, Villers-Bocage, La Villette, Villy-Bocage und die Fläche der ehemaligen Gemeinde Campandré-Valcongrain wurden vom Arrondissement Caen dem Arrondissement Vire zugewiesen.
Die Fläche der 13 Gemeinden Amfreville, Bavent, Bréville-les-Monts, Cabourg, Escoville, Gonneville-en-Auge, Hérouvillette, Merville-Franceville-Plage, Petiville, Ranville, Sallenelles, Touffréville, Varaville und die Fläche der zwei ehemaligen Gemeinden Magny-la-Campagne und Vieux-Fumé wurden vom Arrondissement Caen dem Arrondissement Lisieux zugewiesen.

## Ehemalige Gemeinden seit der landesweiten Neuordnung der Kantone
bis 2024:
May-sur-Orne, Saint-Martin-de-Fontenay
bis 2019:
Saline
bis 2018:
Saint-Aignan-de-Cramesnil, Garcelles-Secqueville, Rocquancourt, Hubert-Folie, Tilly-la-Campagne, Cesny-Bois-Halbout, Acqueville, Angoville, Placy, Tournebu, Trois-Monts, Goupillières
bis 2016:
Airan, Amblie, Billy, Bretteville-l’Orgueilleuse, Brouay, Campandré-Valcongrain, Cheux, Chicheboville, Clinchamps-sur-Orne, Conteville, Coulombs, Creully, Cully, Fierville-Bray, Laize-la-Ville, Lantheuil, Le Locheur, Magny-la-Campagne, Martragny, Le Mesnil-Patry, Moult, Noyers-Missy, Poussy-la-Campagne, Putot-en-Bessin, Rucqueville, Sainte-Croix-Grand-Tonne, Saint-Gabriel-Brécy, Tournay-sur-Odon, Vieux-Fumé
bis 2015:
Anguerny, Banneville-sur-Ajon, Caumont-sur-Orne, Colomby-sur-Thaon, Curcy-sur-Orne, Hamars, Lasson, Missy, Noyers-Bocage, Saint-Agnan-le-Malherbe, Saint-Martin-de-Sallen, Secqueville-en-Bessin, Thury-Harcourt